# Drosophila repleta (artundergrupp)
Drosophila repleta är en artundergrupp inom släktet Drosophila, undersläktet Drosophila och artgruppen Drosophila repleta. Artgruppen består av nio arter varav två ingår i egna artkomplex.

## Arter

### ArtkomplexetDrosophila fulvimacula
- Drosophila fulvimacula Patterson & Mainland, 1944

### ArtkomplexetDrosophila repleta
- Drosophila repleta Wollaston, 1858

### Övriga arter
- Drosophila eleonorae Tosi et al., 1990
- Drosophila fulvimaculoides Wasserman & Wilson, 1957
- Drosophila limensis Pavan & Patterson in Pavan & da Cunha, 1947
- Drosophila neorepleta Patterson & Wheeler, 1942
- Drosophila pseudorepleta Vilela & Bachli, 1990
- Drosophila vicentinae Vilela, 1983
- Drosophila zottii Vilela, 1983